# Grundkarta
En grundkarta är den karta som en detaljplan grundas på och måste i Sverige framställas vid fysisk planering grundad på Plan- och bygglagen.
Grundkartan framställs ur en primärkarta. Råd för framställning av kartan var tidigare redovisad i Tekniska förklaringar och anvisningar till mätningskungörelsen och Handbok till mätningskungörelsen, "gamla" HMK, men är numera förklarad i Handbok i mät- och kartfrågor, "nya" HMK.